# Wilhelm von Corbeil
Wilhelm von Corbeil CanReg (englisch William de Corbeil, * um 1070; † 21. November 1136 in Canterbury) war Erzbischof von Canterbury.

## Leben
Wilhelm stammte vermutlich aus Corbeil an der Seine und wurde in Laon ausgebildet. Er ging in den Dienst von Ranulf Flambard, Bischof von Durham, und wurde, nachdem er dem Augustiner-Chorherren-Orden beigetreten war, Prior des Klosters St. Osyth in Essex.
Zu Beginn des Jahres 1123 wurde er aus mehreren Kandidaten zum Erzbischof von Canterbury gewählt. Als er sich weigerte, Thurstan, dem Erzbischof von York, die Unabhängigkeit vom Erzbistum Canterbury zuzugestehen, lehnte es dieser ab, ihn zu weihen, woraufhin die Zeremonie von Wilhelms eigenen Suffraganbischöfen vorgenommen wurde.
Wilhelm reiste nach Rom, wo er feststellte, dass Thurstan ihm zuvorgekommen war und bereits bei Papst Kalixt II. gegen ihn vorstellig geworden war. Die auch vom englischen König Heinrich I. und von Kaiser Heinrich V. (der der Schwiegersohn Heinrichs von England war) vertretene Gegenposition setzte sich jedoch durch, woraufhin der Papst Wilhelm das Pallium verlieh.
Wilhelms nächste Auseinandersetzung betraf den päpstlichen Legaten, den Kardinal Johann von Crema, der in England in selbstherrlicher Manier handelte. Wilhelm reiste erneut nach Rom, wo er durchsetzte, dass er selbst zum päpstlichen Legaten (legatus natus) für England und Schottland ernannt wurde – ein Präjudiz von erheblicher Bedeutung für die weitere Geschichte der englischen Kirche.
Zwar hatte Wilhelm von Corbeil König Heinrich I. geschworen, den Anspruch seiner Tochter Matilda, der Witwe Kaiser Heinrichs V., auf den englischen Thron zu unterstützen, dennoch krönte er im Dezember 1135 Stephan von Blois, den Neffen Heinrichs I., zum König.
In Wilhelms Amtszeit fällt die Fertigstellung des romanischen Chors der Kathedrale von Canterbury, die im Mai 1130 mit großem Aufwand geweiht wurde.